# 相模原市立谷口中学校
相模原市立谷口中学校は、神奈川県相模原市南区上鶴間本町四丁目にある公立中学校。

## 沿革
- 1977年(昭和52年)
  - 4月6日　開校
  - 9月1日　校章設立
  - 10月10日　校旗完成
- 1979年(昭和54年)
  - 12月1日　校歌「いざわが友」制定
- 1981年(昭和56年)
  - 3月7日　校舎増築
  - 4月　「視聴覚教育推進校」になる
- 1986年(昭和61年)
  - 2月15日　正門改修工事完了
  - 3月20日　校舎増築
  - 6月26日　校舎北側防球ネット施設工事完成
- 1988年(昭和63年)
  - 3月31日　部室2棟完成[1]

## 部活動
- サッカー部
- 野球部
- 男子ソフトテニス部
- 女子ソフトテニス部
- 男子バスケットボール部
- 女子バスケットボール部
- バドミントン部
- 陸上競技部
- バレーボール部
- 茶道部
- 演劇部
- 吹奏楽部
- 美術部

## 委員会
- 総務会

- 評議委員会
- 歌声委員会
- 保健委員会
- 放送委員会
- 図書委員会
- 美化委員会
- 生活委員会

## 著名な卒業生
- 芝野虎丸 - 囲碁棋士

## 通学区域
- 相模原市南区[2]
  - 上鶴間本町1丁目
  - 上鶴間本町2丁目
  - 上鶴間本町3丁目
  - 上鶴間本町4丁目
  - 上鶴間本町5丁目
  - 上鶴間本町6丁目
  - 上鶴間本町7丁目
  - 上鶴間本町8丁目
  - 上鶴間本町9丁目

## 進学前小学校
- 相模原市南区
  - 相模原市立鹿島台小学校（一部は相模原市立鵜野森中学校へ）
  - 相模原市立鶴園小学校
  - 相模原市立谷口小学校

## 交通
- 相模大野駅（小田急小田原線・江ノ島線）より徒歩5分

## 特色

### 学校教育目標
| 「 | 自ら学ぶ意欲をもって、心豊かにたくましく生きる生徒の育成 | 」 |

### 学校経営方針
| 「 | 穏やかな気持ちで通うことのできる、安全で快適な学校づくり | 」 |

| 「 | 生徒が主役の学校づくり | 」 |

### めざす学校の姿
| 「 | 穏やかな気持ちで通うことのできる、安全で快適な学校 | 」 |

### めざす生徒の姿
| 「 | 時と場に応じて、適切な対応ができる生徒 | 」 |

### めざす教師の姿
| 「 | 生徒個々の特性や小さな変化に気づき、最良の対処ができる教師 | 」 |